# Джорджо Басани
Джорджо Басани (на италиански: Giorgio Bassani) е италиански сценарист, преводач, поет и писател на произведения в жанра любовен роман. Писал е и под псевдонима Джакомо Марчи (Giacomo Marchi).

## Биография и творчество
Джорджо Басани е роден на 4 март 1916 г. в Болоня, Италия, в богатото еврейско семейство на Енрико и Дора Минерби. Има брат и сестра. Отраства във Ферара. Обича музиката от малък и иска да стане пианист, но впоследствие се насочва към литературата. Учи в Класическия лицей „Л. Ариосто“. В периода 1934-1939 г., въпреки антисемитските закони на фашисткия режим, учи филология в Университета на Болоня и завършва с дипломна работа за писателя Николо Томазео.
През 1940 г. е публикуван първият му роман „Una città di pianura“ (Един град в низината) под псевдонима Джакомо Марчи заради еврейския му произход. По време на Втората световна война преподава италиански и история в еврейското училище. Става нелегален политически активист и заради антифашистка дейност през 1943 г. лежи няколко месеца в затвора. След излизането си от затвора се жени за Валерия Синигалия, а после минава в нелегалност и се преселва първо за кратко във Флоренция, а след това в Рим.
След войната публикува няколко стихосбирки. През 1948 г. става редактор в списание „Botteghe Oscure“, а от 1955 г. редактор в списание „Paragone“. Като редактор се среща с много известни личности, сред които Дилън Томас, Рене Шар, Роже Кайоа, Анри Мишо, Жорж Батай, Морис Бланшо, Робърт Грейвс, Антонен Арто, Пиер Паоло Пазолини и Труман Капоти.
Получава европейска известност и е удостоен с престижната италианска премия „Виареджо“ за романа си „Градината на Финци-Контини“ от 1962 г. През 1970 г. известният италиански режисьор Виторио Де Сика заснема по творбата едноименния филм с участието на Доминик Санда, Лино Каполичи и Хелмут Бергер, получил наградата „Оскар“ за най-добър чуждоезичен филм.
От началото на 50-те години работи в света на телевизията, като е бил и вицепрезидент на RAI. Бил преподавател по история на театъра в Академията за драматични изкуства в Рим. Активно участва в римския културен живот с публикации в различни списания. Бил е президент на „Италия Ностра“, организация за защита на артистичния и природното наследство на страната.
Джорджо Басани умира след дълго боледуване на 13 април 2000 г. в Рим.
На негово име учредена фондация, която се помещава в института за академични изследвания във Ферара.

## Произведения

### Самостоятелни романи
- Una città di pianura (1940) – като Джакомо Марчи
- Un'altra libertà (1951)
- Due novelle (1965)
- Opere (1998)

### Серия „Ферара“ (Ferrara)
- Cinque storie ferraresi (1956) – награда „Стрега“, включва новелите – Lidia Mantovani; La passeggiata prima di cena; Una lapide in via Mazzini; Gli ultimi anni di Clelia Trotti; Una notte del '43
- Gli occhiali d'oro (1958)
- Il giardino dei Finzi-Contini (1962) – награда „Виареджо“
Градината на Финци-Контини, изд.: Народна култура, София (1983), прев. Румяна Първанова
Градината на Финци-Контини, изд.: Сиела, София (2014), прев. Румяна Първанова
- Dietro la porta (1964)
- L'airone (1968) – награда „Кампиело“
- L'odore del fieno (1972)

### Поезия
- L'alba ai vetri. Poesie 1942-'50 (1963)
- Storie dei poveri amanti e altri versi (1945-1946)
- Te lucis ante, 1946-47 (1947)
- Epitaffio (1974)
- In gran segreto (1978)
- In rima e senza (1982) – награда „Багута“

### Екранизации
- 1952 Le avventure di Mandrin – история и сценарий
- 1953 La provinciale – сценарий
- 1953 I vinti – история
- 1953 Villa Borghese – история и сценарий
- 1954 La mano dello straniero
- 1954 Questa è la vita – по „Il ventaglio“
- 1954 Tempi nostri – Zibaldone n. 2 – по „Casa d'altri“
- 1954 Чувство
- 1954 La romana – сценарий
- 1954 La donna del fiume
- 1955 Il prigioniero della montagna
- 1960 Дълга нощ през 1943-та, La lunga notte del '43 – по „Una notte del '43“
- 1962 Racconti dell'Italia di oggi – Una lapide in Via Mazzini – ТВ филм, по романа
- 1970 Градината на Финци-Контини, Il giardino dei Finzi-Contini – по романа
- 1987 Gli occhiali d'oro – по романа
- 2013 Racconti d'amore